# Бондарук, Виталий Анатольевич
Вита́лий Анато́льевич Бондару́к (укр. Віталій Анатолійович Бондарук; 11 ноября 1997, Княжелука — 25 марта 2022, Таврийское) — украинский военнослужащий, старший лейтенант, участник российско-украинской войны. Герой Украины (4 апреля 2022, посмертно).

## Биография
Виталий Бондарук родился 11 ноября 1997 года в селе Княжелука.
Окончил Долинский лицей-интернат, Львовский государственный лицей с усиленной военно-физической подготовкой имени Героев Крут (2016), Национальная академия сухопутных войск имени Гетьмана Петра Сагайдачного (2020).
Участник ООС около года принимал участие в российско-украинской войне.
Служил командиром в 59-й отдельной мотопехотной бригаде имени Якова Гадзюка (2021—2022).
Погиб 25 марта 2022 года в бою вблизи села Таврийское Херсонского района Херсонской области.
Похоронен 28 марта 2022 года в родном селе.

## Награды
- Звание «Герой Украины» с удостоением ордена «Золотая Звезда» (4 апреля 2022, посмертно) — за личное мужество и героизм, проявленные в защите государственного суверенитета и территориальной целостности Украины, верность военной присяге[1].